# Novato del año de las Grandes Ligas de Béisbol
En las Grandes Ligas de Béisbol, el premio Novato del Año es concedido a los mejores jugadores en su primera temporada 
como atleta profesional de la Liga Americana y la Liga Nacional. Durante los años 1940 y 1946, los periodistas de la Asociación de Escritores de Béisbol de América (BBWAA), escogieron solo un ganador al premio. En 1947, ellos invitaron a todos miembros del BBWAA a votar. Casualmente, en el 1947 fue el año en el cual Jackie Robinson llegó a ser el primer jugador afrodescendiente en la historia moderna de las Grandes Ligas y que también fue él primer ganador oficial al premio Novato del Año. 
Originalmente el premio fue conocido como el J. Louis Comiskey Premio Conmemorativo honorando al dueño de los Chicago White Sox durante la década de los años treinta. En el 1987, en conmemoración al 40 aniversario de Jackie Robinson haber roto la barrera del color, este premio fue nombrado como el Premio Jackie Robinson.
Solamente dos jugadores, ambos de la liga americana, fueron honoradon con el Premio Jackie Robinson y ganadores al 
premio MVP en el mismo año, al estadounidense Fred Lynn en el 1975 y al japonés Ichiro Suzuki con el premio Novato 
del Año en el 2001. También, el pitcher zurdo de México, Fernando Valenzuela, fue ganador del premio Novato del Año 
y del Premio Cy Young durante la temporada del 1981.

## Requisito para el Premio
En el año 1971, los requisitos de la elegibilidad para el premio Novato del Año fueron expuestos y el término novato 
fue formalmente definido como un jugador con: 
- Menos de 130 turnos al bate o un pitcher con menos de 50 entradas pichadas en las Grandes Ligas.
- O cualquier jugador con menos de 45 días en la lista activa de las Grandes Ligas.

## Críticas
El premio ha venido bajo la averiguación en los últimos años, debido a que varios jugadores japoneses, como Hideo Nomo, 
Kazuhiro Sasaki, y Ichiro Suzuki, Shohei Otani, todos con experiencia de béisbol en Japón, ha ganado el premio durante su primera 
campaña de béisbol en los EE. UU. Mientras que los estudiantes universitario ya fueron entrenados por profesionales antes 
de entrar a un juego profesional. Esto ha causado que algunos miembros de la BBWAA se pregunten si ellos deben 
de ser considerados como novatos. Sin embargo, la política actual no ha cambiado la cual dice que la experimenta
fuera de las Grandes Ligas, no afecta la candidatura del jugador como un novato. El asunto fue revivido otra vez en el 2003, 
cuando el jugador japonés Hideki Matsui perdió por muy poco la votación al dominicano Ángel Berroa.

## Lista de ganadores al premio

### Un ganador por cada liga (1947-48)
| Año  | Jugador, Equipo, Posición             |
| ---- | ------------------------------------- |
| 1947 | Jackie Robinson, Brooklyn Dodgers, 1B |
| 1948 | Alvin Dark, Boston Braves, SS         |

### Ganadores de la Liga Nacional y Liga Americana (1949-presente)
| Año  | Liga Nacional                                                     | Liga Americana                                                           |
| ---- | ----------------------------------------------------------------- | ------------------------------------------------------------------------ |
| 1949 | Don Newcombe, Brooklyn Dodgers, P                                 | Roy Sievers, St. Louis Browns, OF                                        |
| 1950 | Sam Jethroe, Boston Braves, OF                                    | Walt Dropo, Boston Red Sox, 1B                                           |
| 1951 | Willie Mays, New York Giants, OF                                  | Gil McDougald, New York Yankees, 3B                                      |
| 1952 | Joe Black, Brooklyn Dodgers, P                                    | Harry Byrd, Philadelphia Athletics, P                                    |
| 1953 | Jim Gilliam, Brooklyn Dodgers, 2B                                 | Harvey Kuenn, Detroit Tigers, SS                                         |
| 1954 | Wally Moon, St. Louis Cardinals, OF                               | Bob Grim, New York Yankees, P                                            |
| 1955 | Bill Virdon, St. Louis Cardinals, OF                              | Herb Score, Cleveland Indians, P                                         |
| 1956 | Frank Robinson, Cincinnati Reds, OF                               | Luis Aparicio, Chicago White Sox, SS                                     |
| 1957 | Jack Sanford, Philadelphia Phillies, P                            | Tony Kubek, New York Yankees, SS                                         |
| 1958 | Orlando Cepeda, San Francisco Giants, 1B                          | Albie Pearson, Washington Senators, OF                                   |
| 1959 | Willie McCovey, San Francisco Giants, 1B                          | Bob Allison, Washington Senators, OF                                     |
| 1960 | Frank Howard, Los Angeles Dodgers, OF                             | Ron Hansen, Baltimore Orioles, SS                                        |
| 1961 | Billy Williams, Chicago Cubs, OF                                  | Don Schwall, Boston Red Sox, P                                           |
| 1962 | Ken Hubbs, Chicago Cubs, 2B                                       | Tom Tresh, New York Yankees, SS                                          |
| 1963 | Pete Rose, Cincinnati Reds, 2B                                    | Gary Peters, Chicago White Sox, P                                        |
| 1964 | Dick Allen, Philadelphia Phillies, 3B                             | Tony Oliva, Minnesota Twins, OF                                          |
| 1965 | Jim Lefebvre, Los Angeles Dodgers, 2B                             | Curt Blefary, Baltimore Orioles, OF                                      |
| 1966 | Tommy Helms, Cincinnati Reds, 2B                                  | Tommie Agee, Chicago White Sox, OF                                       |
| 1967 | Tom Seaver, New York Mets, P                                      | Rod Carew, Minnesota Twins, 2B                                           |
| 1968 | Johnny Bench, Cincinnati Reds, C                                  | Stan Bahnsen, New York Yankees, P                                        |
| 1969 | Ted Sizemore, Los Angeles Dodgers, 2B                             | Lou Piniella, Kansas City Royals, OF                                     |
| 1970 | Carl Morton, Montreal Expos, P                                    | Thurman Munson, New York Yankees, C                                      |
| 1971 | Earl Williams, Atlanta Braves, C                                  | Chris Chambliss, Cleveland Indians, 1B                                   |
| 1972 | Jon Matlack, New York Mets, P                                     | Carlton Fisk, Boston Red Sox, C                                          |
| 1973 | Gary Matthews, San Francisco Giants, OF                           | Al Bumbry, Baltimore Orioles, OF                                         |
| 1974 | Bake McBride, St. Louis Cardinals, OF                             | Mike Hargrove, Texas Rangers, 1B                                         |
| 1975 | John Montefusco, San Francisco Giants, P                          | Fred Lynn, Boston Red Sox, OF                                            |
| 1976 | Butch Metzger, San Diego Padres, P Pat Zachry, Cincinnati Reds, P | Mark Fidrych, Detroit Tigers, P                                          |
| 1977 | Andre Dawson, Montreal Expos, OF                                  | Eddie Murray, Baltimore Orioles, DH                                      |
| 1978 | Bob Horner, Atlanta Braves, 3B                                    | Lou Whitaker, Detroit Tigers, 2B                                         |
| 1979 | Rick Sutcliffe, Los Angeles Dodgers, P                            | John Castino, Minnesota Twins, 3B Alfredo Griffin, Toronto Blue Jays, SS |
| 1980 | Steve Howe, Los Angeles Dodgers, P                                | Joe Charboneau, Cleveland Indians, OF                                    |
| 1981 | Fernando Valenzuela, Los Angeles Dodgers, P                       | Dave Righetti, New York Yankees, P                                       |
| 1982 | Steve Sax, Los Angeles Dodgers, 2B                                | Cal Ripken, Jr., Baltimore Orioles, SS                                   |
| 1983 | Darryl Strawberry, New York Mets, OF                              | Ron Kittle, Chicago White Sox, OF                                        |
| 1984 | Dwight Gooden, New York Mets, P                                   | Alvin Davis, Seattle Mariners, 1B                                        |
| 1985 | Vince Coleman, St. Louis Cardinals, OF                            | Oswaldo Guillén, Chicago White Sox, SS                                   |
| 1986 | Todd Worrell, St. Louis Cardinals, P                              | José Canseco, Oakland Athletics, OF                                      |
| 1987 | Benito Santiago, San Diego Padres, C                              | Mark McGwire, Oakland Athletics, 1B                                      |
| 1988 | Chris Sabo, Cincinnati Reds, 3B                                   | Walt Weiss, Oakland Athletics, SS                                        |
| 1989 | Jerome Walton, Chicago Cubs, OF                                   | Gregg Olson, Baltimore Orioles, P                                        |
| 1990 | David Justice, Atlanta Braves, OF                                 | Sandy Alomar, Jr., Cleveland Indians, C                                  |
| 1991 | Jeff Bagwell, Houston Astros, 1B                                  | Chuck Knoblauch, Minnesota Twins, 2B                                     |
| 1992 | Eric Karros, Los Angeles Dodgers, 1B                              | Pat Listach, Milwaukee Brewers, SS                                       |
| 1993 | Mike Piazza, Los Angeles Dodgers, C                               | Tim Salmon, California Angels, OF                                        |
| 1994 | Raul Mondesi, Los Angeles Dodgers, OF                             | Bob Hamelin, Kansas City Royals, DH                                      |
| 1995 | Hideo Nomo, Los Angeles Dodgers, P                                | Marty Cordova, Minnesota Twins, OF                                       |
| 1996 | Todd Hollandsworth, Los Angeles Dodgers, OF                       | Derek Jeter, New York Yankees, SS                                        |
| 1997 | Scott Rolen, Philadelphia Phillies, 3B                            | Nomar Garciaparra, Boston Red Sox, SS                                    |
| 1998 | Kerry Wood, Chicago Cubs, P                                       | Ben Grieve, Oakland Athletics, OF                                        |
| 1999 | Scott Williamson, Cincinnati Reds, P                              | Carlos Beltrán, Kansas City Royals, OF                                   |
| 2000 | Rafael Furcal, Atlanta Braves, SS                                 | Kazuhiro Sasaki, Seattle Mariners, P                                     |
| 2001 | Albert Pujols, St. Louis Cardinals, 3B                            | Ichiro Suzuki, Seattle Mariners, OF                                      |
| 2002 | Jason Jennings, Colorado Rockies, P                               | Eric Hinske, Toronto Blue Jays, 3B                                       |
| 2003 | Dontrelle Willis, Florida Marlins, P                              | Ángel Berroa, Kansas City Royals, SS                                     |
| 2004 | Jason Bay, Pittsburgh Pirates, OF                                 | Bobby Crosby, Oakland Athletics, SS                                      |
| 2005 | Ryan Howard, Philadelphia Phillies, 1B                            | Huston Street, Oakland Athletics, P                                      |
| 2006 | Hanley Ramírez, Florida Marlins, SS                               | Justin Verlander, Detroit Tigers, P                                      |
| 2007 | Ryan Braun, Milwaukee Brewers, 3B                                 | Dustin Pedroia, Boston Red Sox, 2B                                       |
| 2008 | Geovany Soto, Chicago Cubs, C                                     | Evan Longoria, Tampa Bay Rays, 3B                                        |
| 2009 | Chris Coghlan, Florida Marlins, OF                                | Andrew Bailey, Oakland Athletics, P                                      |
| 2010 | Buster Posey, San Francisco Giants, C                             | Neftalí Feliz, Texas Rangers, P                                          |
| 2011 | Craig Kimbrel, Atlanta Braves, P                                  | Jeremy Hellickson, Tampa Bay Rays, P                                     |
| 2012 | Bryce Harper, Washington Nationals, OF                            | Mike Trout, Los Angeles Angels of Anaheim, OF                            |
| 2013 | José Fernández, Miami Marlins, P                                  | Wil Myers, Tampa Bay Rays, OF                                            |
| 2014 | Jacob deGrom, New York Mets, P                                    | José Abreu, Chicago White Sox, 1B                                        |
| 2015 | Kris Bryant, Chicago Cubs, 3B                                     | Carlos Correa, Houston Astros, SS                                        |
| 2016 | Corey Seager, Los Angeles Dodgers, SS                             | Michael Fulmer, Detroit Tigers, P                                        |
| 2017 | Cody Bellinger, Los Angeles Dodgers, 1B                           | Aaron Judge, New York Yankees, OF                                        |
| 2018 | Ronald Acuña Jr., Atlanta Braves, OF                              | Shohei Otani, Los Angeles Angels, P/DH                                   |
| 2019 | Pete Alonso, New York Mets, 1B                                    | Yordan Álvarez, Houston Astros, OF/DH                                    |
| 2020 | Devin Williams, Milwaukee Brewers, P                              | Kyle Lewis, Seattle Mariners, OF                                         |
| 2021 | Jonathan India, Cincinnati Reds, 2B                               | Randy Arozarena, Tampa Bay Rays, OF                                      |
| 2022 | Julio Rodríguez, Seattle Mariners, CF                             | Michael Harris II, Atlanta Braves, CF                                    |
| 2023 | Gunnar Henderson, Baltimore Orioles, UT                           | Corbin Carroll, Arizona Diamondbacks, RF                                 |